# Paloma Sola
Paloma Sola är en ort i Mexiko.   Den ligger i kommunen Tlalixcoyan och delstaten Veracruz, i den sydöstra delen av landet, 300 km öster om huvudstaden Mexico City. Paloma Sola ligger 19 meter över havet och antalet invånare är 642.
Terrängen runt Paloma Sola är platt, och sluttar söderut. Runt Paloma Sola är det ganska glesbefolkat, med 43 invånare per kvadratkilometer. Närmaste större samhälle är Tlalixcoyan, 7,1 km söder om Paloma Sola. Trakten runt Paloma Sola består till största delen av jordbruksmark.